# Guillaume Vogels

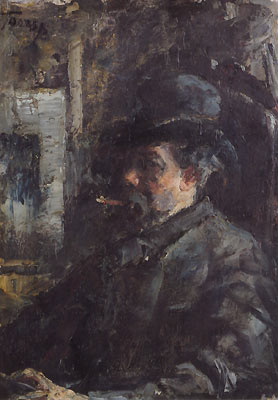
Jan Toorop, Ritratto di Guillaume Vogels, Museo reale delle belle arti del Belgio (Bruxelles)

Guillaume Vogels (Bruxelles, 9 giugno 1836 – Ixelles, 9 gennaio 1896) è stato un pittore belga.

## Biografia
Guillaume Vogels (si trova citato anche come Willam) dopo aver frequentato l'Accademia di belle arti di Bruxelles alternava il suo impegno come pittore a quello di decoratore di immobili, alla testa della sua impresa edile "Peinture et décoration", attiva à Bruxelles.
Subiva l'influsso di pittori della corrente pittorica belga realista - come Louis Artan de Saint-Martin, il pittore e collezionista d'arte Théodore Baron ed Hippolyte Boulenger - che si ispiravano allo stile della Scuola di Barbizon. Dipingeva paesaggi, anche tempestosi o sotto la neve, interpretando con accenti di lirismo la natura. Intorno al 1870 adattò una tavolozza più luminosa, sotto l'influsso del pittore greco Périclès Pantazis, di cui divenne amico e che assunse per un anno nella sua ditta.
Dopo aver aderito al sodalizio tra pittori, noto come La Chrysalide, nel 1883 fu uno dei fondatori del gruppo artistico d'avanguardia di Bruxelles - definito come Les XX (I Venti) - e partecipò ad esposizioni annuali di questo sodalizio per l'arte; più tardi si unì al gruppo del Libre Esthétique. Si identificava più come seguace dei pittori di Barbizon, che come aderente alla grande corrente dell'impressionismo francese, poiché la sua pittura conteneva dosi di realismo descrittivo e di veridicità. Possedeva una innata sensibilità cromatica. Sulla sua tavolozza, così si è espresso Marco Valsecchi: La predilezione del pittore va alle intonazioni grigie, brune, verde-umido, del paesaggio fiammingo. Tocchi macerati tramano trasparenze velate, accennando talora ad un'aria fantomatica. Fu a lungo trascurato da critici e amatori per il suo impulsivo paesaggismo "impressionista", visto quale anticipo di rottura in area culturale belga.

### Dipinti di Guillaume Vogels[2]
- 1873 circa: Ritratto d'Hippolyte Boulenger, Museo Het Schaakbord, Tervuren
- 1877 circa: Aurora. Mare del Nord e Carretta nella neve
- 1878 circa: Spiaggia, Museo di belle arti (Gand)
- 1880 circa: Felci sotto la neve, Sennette a Ruysbroeck al Museo comunale di belle arti (Ixelles)
- 1881: Pantazis mentre dipinge fra la neve e Palizzata ad Ostenda
- 1883: Ixelles, mattino di pioggia, Museo reale di belle arti del Belgio, Bruxelles
- 1884 circa: Veduta sull'Escaut
- 1885: Stagno in inverno, Museo comunale, Saint-Nicolas
- 1885 circa: Torre Sainte-Catherine
- 1886: Neve di sera, Museo reale di belle arti del Belgio a Bruxelles
- 1887 circa: Spiaggia di Ostenda, Museo comunale di belle arti (Ixelles)
- 1890 circa: Tramonto sulla neve, Maison des Arts, Schaerbeek
- 1891 circa: Chiaro di luna a Coxyde e Inverno a Groenendaal
- 1894: Querceto a Nieuport, bassa marea, Museo comunale a Saint-Nicolas
- 1895 circa: Canale in Olanda, Sentiero addormentato al Museo comunale di belle arti (Ixelles), Azalee al Museo comunale di Saint-Nicolas, Ostriche al Museo di belle arti (Liegi), Rue Sainte-Catherine al Museo di belle arti (Liegi), Il mio giardino al Museo reale di belle arti di Anversa, Crepuscolo sul lago al Museo reale di belle arti del Belgio a Bruxelles, Rue des chanteurs al Museo reale di belle arti del Belgio a Bruxelles, Tempesta di neve al Museo reale di belle arti del Belgio a Bruxelles, Ponte sotto la neve.

## Galleria d'immagini

Dipinti di Guillaume Vogels
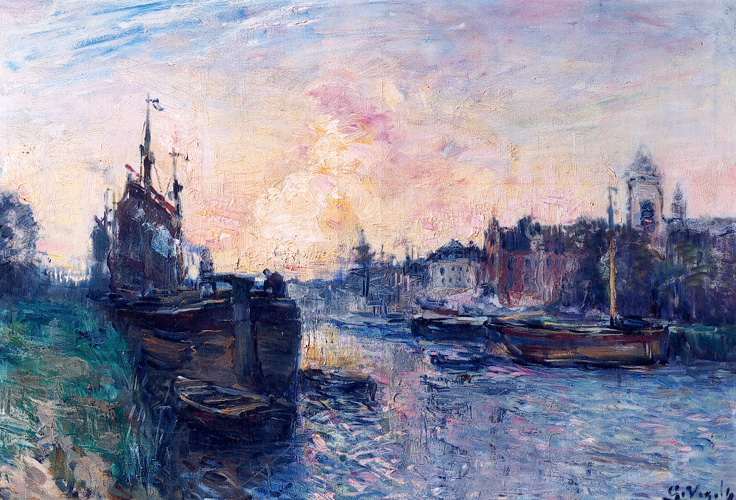
Canale in Olanda
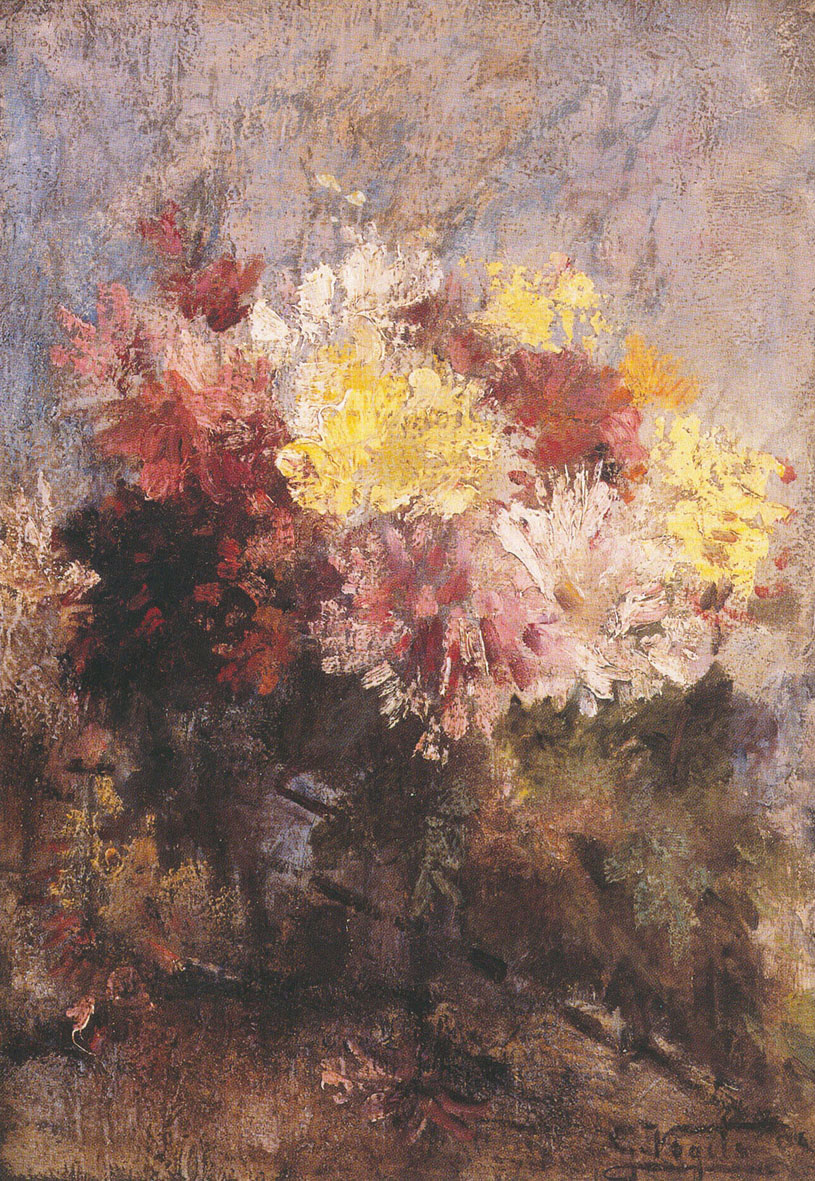
Azalea
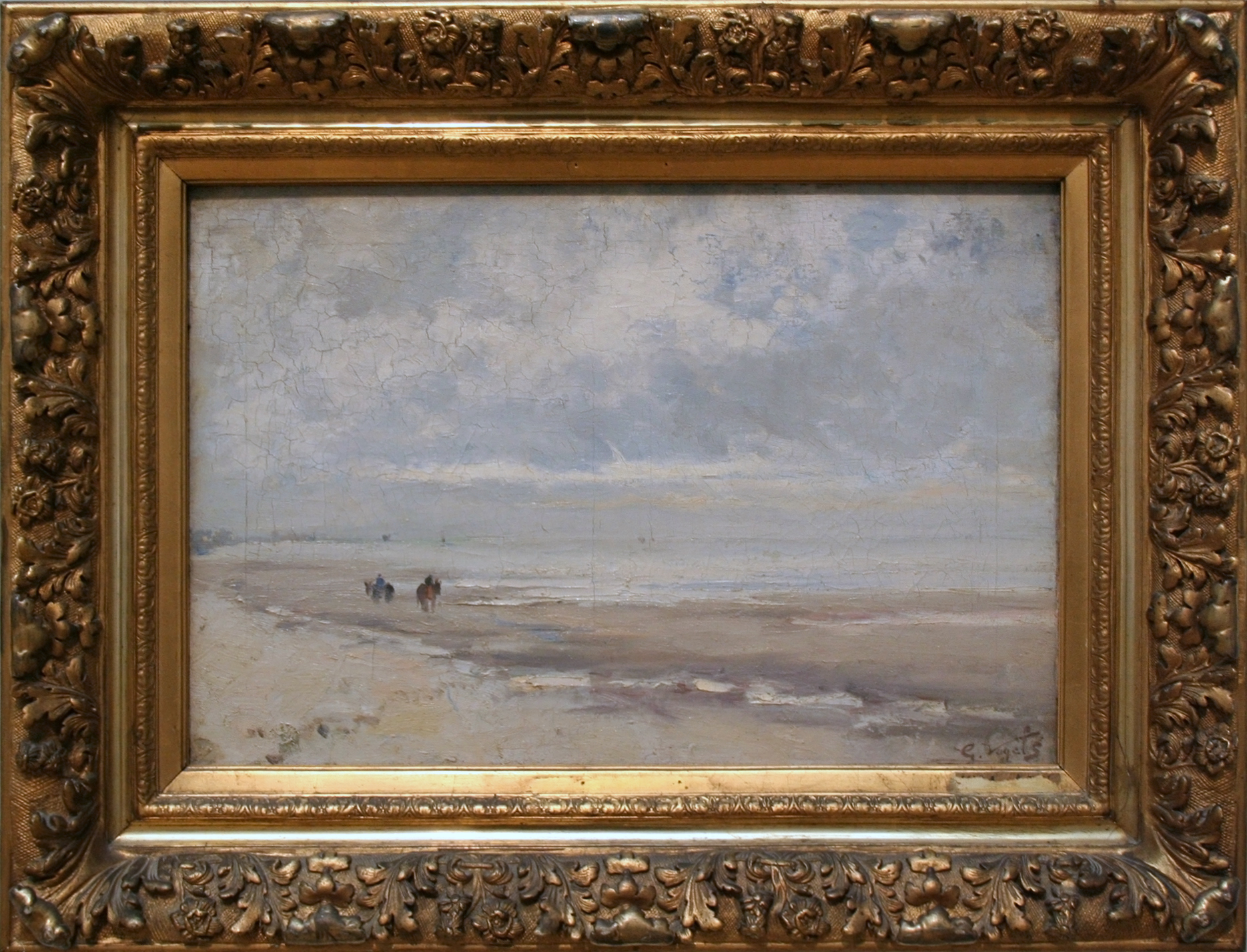
Spiaggia, Museo di belle arti (Gand)
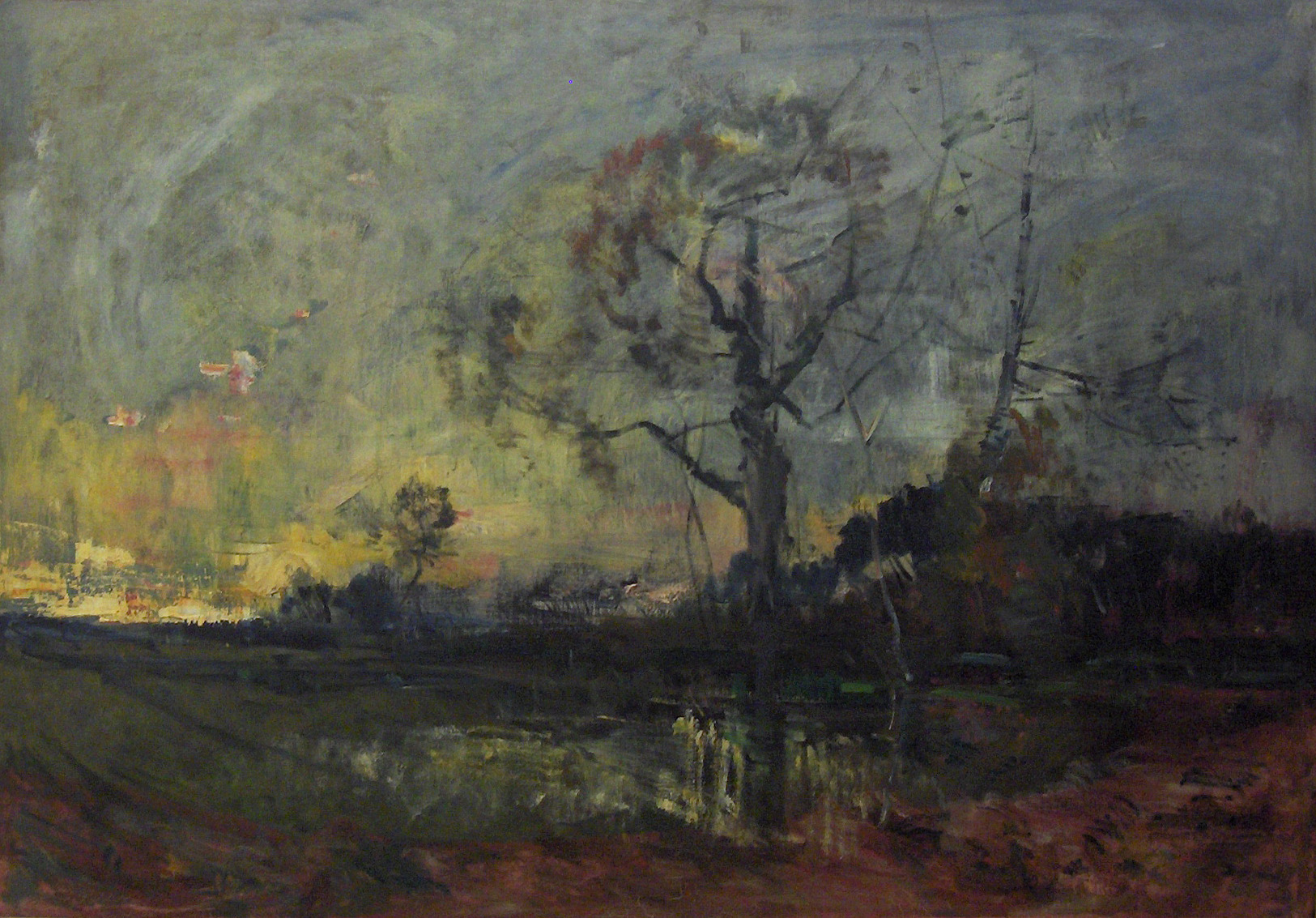
Paesaggio, Museo reale di belle arti di Anversa
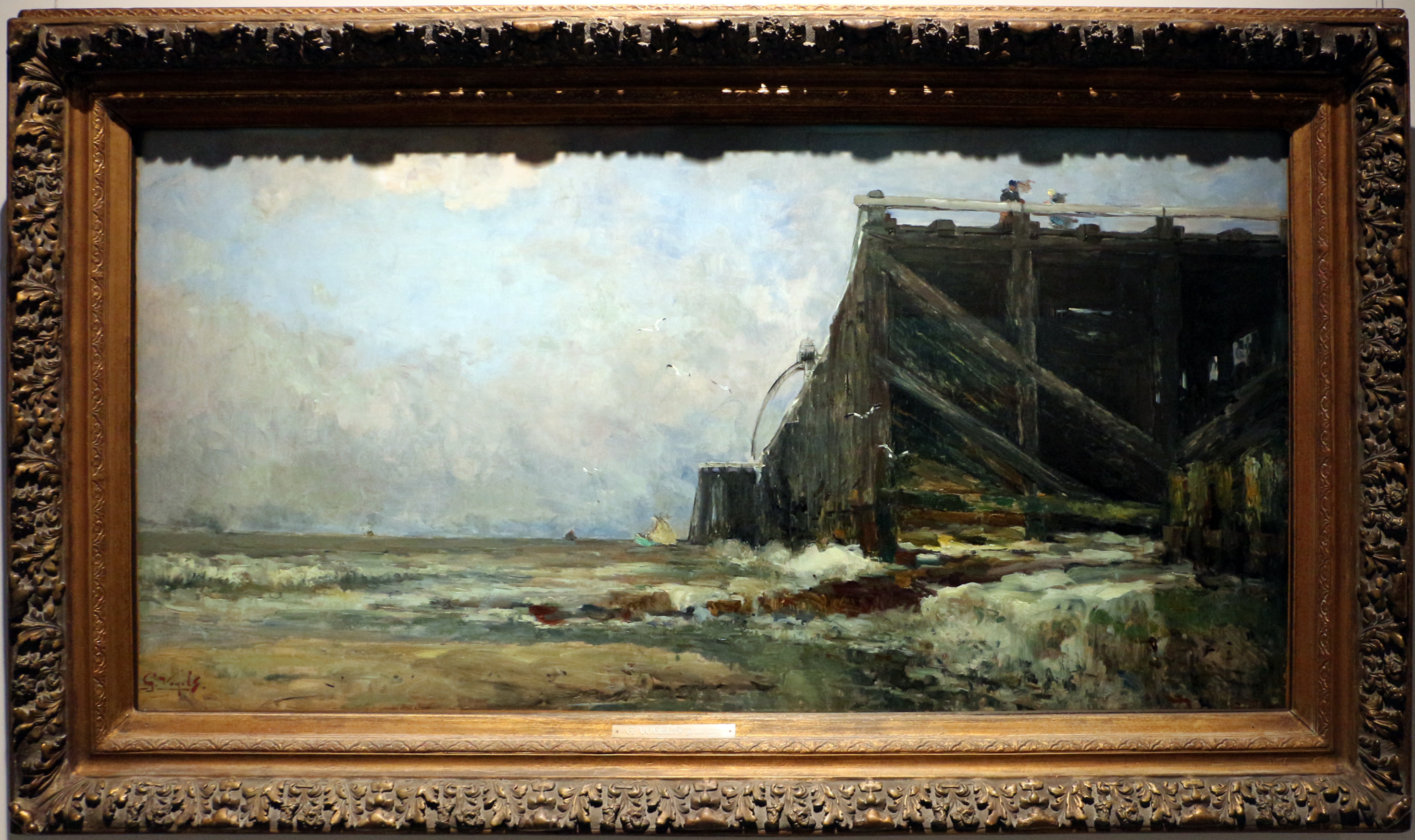
Palizzata ad Ostenda, 1881, Fin de Siècle Museum